# Gran Premi de Gran Bretanya del 1965
Resultats del Gran Premi de la Gran Bretanya de Fórmula 1 de la temporada 1965, disputat al circuit de Silverstone el 10 de juliol del 1965.

## Resultats
| Pos | No | Pilot           | Equip            | Voltes | Temps/ Retirada | Pos. de sortida | Punts |
| --- | -- | --------------- | ---------------- | ------ | --------------- | --------------- | ----- |
| 1   | 5  | Jim Clark       | Lotus - Climax   | 80     | 2h 05' 25. 4    | 1               | 9     |
| 2   | 3  | Graham Hill     | BRM              | 80     | + 3.2 s         | 2               | 6     |
| 3   | 1  | John Surtees    | Ferrari          | 80     | + 27.6 s        | 5               | 4     |
| 4   | 6  | Mike Spence     | Lotus - Climax   | 80     | + 39.6 s        | 6               | 3     |
| 5   | 4  | Jackie Stewart  | BRM              | 80     | + 1' 14.6 min.  | 4               | 2     |
| 6   | 7  | Dan Gurney      | Brabham - Climax | 79     | + 1 Volta       | 7               | 1     |
| 7   | 15 | Jo Bonnier      | Brabham- Climax  | 79     | + 1 Volta       | 14              |       |
| 8   | 17 | Frank Gardner   | Brabham - BRM    | 78     | + 2 Voltes      | 13              |       |
| 9   | 16 | Jo Siffert      | Brabham - BRM    | 78     | + 2 Votles      | 18              |       |
| 10  | 9  | Bruce McLaren   | Cooper - Climax  | 77     | + 3 Voltes      | 11              |       |
| 11  | 24 | Ian Raby        | Brabham - BRM    | 73     | + 7 Voltes      | 20              |       |
| 12  | 12 | Masten Gregory  | BRM              | 70     | + 10 Voltes     | 19              |       |
| 13  | 22 | Richard Attwood | Lotus - BRM      | 63     | + 17 Voltes     | 16              |       |
| 14  | 10 | Jochen Rindt    | Cooper - Climax  | 62     | Motor           | 12              |       |
| Ret | 23 | Innes Ireland   | Lotus - BRM      | 41     | Motor           | 15              |       |
| Ret | 20 | John Rhodes     | Cooper - Climax  | 38     | Encesa          | 21              |       |
| Ret | 18 | Bob Anderson    | Brabham - Climax | 33     | Caixa canvi     | 17              |       |
| Ret | 14 | Denny Hulme     | Brabham - Climax | 29     | Alternador      | 10              |       |
| Ret | 11 | Richie Ginther  | Honda            | 26     | Injecció        | 3               |       |
| Ret | 2  | Lorenzo Bandini | Ferrari          | 2      | Motor           | 9               |       |
| NVS | 8  | Jack Brabham    | Brabham - Climax | 0      | No va sortir    | 8               |       |
| NVQ | 25 | Alan Rollinson  | Cooper - Ford    |        |                 |                 |       |
| NVQ | 26 | Brian Gubby     | Lotus - Climax   |        |                 |                 |       |

## Altres
- Pole: Jim Clark 1' 30. 8
- Volta ràpida: Graham Hill - 1'32.2 (a la volta 80)